# Nadine Sierra
Nadine Sierra (Fort Lauderdale, Florida, 17 de maig de 1988) és una soprano estatunidenca que canta principalment òpera.

## Biografia
Va nàixer a Fort Lauderdale, Florida, el 1988. Va estudiar a l'Alexander W. Dreyfoos School of the Arts a West Palm Beach, Florida i es va formar al Mannes College of Music i a la Music Academy of the West, de Marilyn Horne.
Va fer la seva estrena operística a Hänsel i Gretel d'Engelbert Humperdinck. També va aparèixer al programa de la ràdio pública nacional quan tenia 15 anys interpretant "O mio babbino caro" de Gianni Schicchi. Va debutar en un concert a Hèlsinki el 2009.
El gener de 2012 va aparèixer com Gilda a Rigoletto a la Florida Grand Opera, paper en què va aparèixer també l'any 2013 al Teatro San Carlo de Napoli, al Metropolitan Opera el 2015, el gener del 2016 a La Scala de Milà amb Leo Nucci i entre maig i juny de 2017 a l'Opéra Bastille de París.
Va cantar en el Concert de Cap d'Any 2016 a La Fenice de Venècia amb Stefano Secco, i en el Concert de Cap d'Any 2017 al Teatro Massimo de Palerm.

## Premis i altres reconeixements
- Palm Beach Opera Vocal Competition, 2007
- Metropolitan Opera National Council Auditions, 2009[5]
- Florida Grand Opera Competition, Primer Premi secció joves, Miami, 2009[6]
- Gerda Lissner Foundation Competition, Primer Premi, Nova York, 2010[7]
- Neue Stimmen, Primer Premi del jurat popular, Gütersloh, 2013[8]